# Pulchroppiella
Pulchroppiella är ett släkte av kvalster. Pulchroppiella ingår i familjen Oppiidae.
Kladogram enligt Catalogue of Life:
| Pulchroppiella | \| \| Pulchroppiella littlewoodi \| \| \| \| \| \| Pulchroppiella plurisetosa \| \| \| \| |
|                | \| \| Pulchroppiella littlewoodi \| \| \| \| \| \| Pulchroppiella plurisetosa \| \| \| \| |
|                | Pulchroppiella littlewoodi                                                                |
|                |                                                                                           |
|                | Pulchroppiella plurisetosa                                                                |
|                |                                                                                           |